# Conistra impleta
Conistra impleta là một loài bướm đêm trong họ Noctuidae.